# Un singulier chelem !
« Un singulier chelem ! » est une nouvelle de Villiers de l'Isle-Adam, publiée en 1886 et reprise dans le recueil des Histoires insolites.

## Résumé
Presque chaque soir, la duchesse douairière de Kerléanor reçoit deux familiers, le recteur de Carléeu et le chevalier d'Aiglelent, pour une partie de whist. Ce soir-là, le chevalier, en veine, part pour un chelem. Dans le feu de l'action, il jette sa dernière carte avec violence. Celle-ci glisse sous la table et en la ramassant, au reflet d'une bougie, des figures coquines lui apparaissent par transparence...

## Éditions
Elle a d'abord paru le 14 novembre 1886 dans le Gil Blas, puis le 27 février 1888 dans Histoires insolites.